# Goldmabuye
Die Goldmabuye (Trachylepis aurata), auch Goldstreifenskink oder Goldskink genannt, ist eine kleine Echse, die in Vorderasien vorkommt.
Das Verbreitungsgebiet reicht von den griechischen Ägäisinseln Samos und Rhodos über die Türkei, Syrien und Irak, den Südkaukasus bis in den Iran, Südturkmenistan und Afghanistan. Vorkommen in Pakistan sind unsicher. Am Persischen Golf leben die Goldmabuyen im Nordosten von Saudi-Arabien, auf Bahrain und im Norden Omans. Mit Vorkommen in Eritrea, wo die Typlokalität liegt, erreichen sie den afrikanischen Kontinent.

## Merkmale
Goldmabuyen werden 25 bis 28 Zentimeter lang. Etwa die Hälfte davon macht der Schwanz aus. Der Körper ist kräftig und nur wenig abgeflacht, die Gliedmaßen sind gut entwickelt. Ihre Schuppen weisen schwache Kiele auf, das Schuppenkleid glänzt. Ein aus zusammengewachsenen Flecken gebildeter Streifen zieht sich von der Schnauzenspitze, über die Augen und die Körperseiten. Der Rücken ist goldoliv, der Bauch weißlich. Jungtiere haben blaue Schwänze.

## Lebensweise
Die tagaktiven Goldmabuyen leben auf gras- und strauchbewachsenen Ebenen, in felsigen Gebieten und in Mittelgebirgen bis in Höhen von 1200 Metern. Sie nutzen oft Nagerbaue als Unterschlupfe, in denen sie auch überwintern. Sie sind sonnenhungrig und halten zur Aktivitätszeit ihre Körpertemperatur meist 3–10 °C über der Umgebungstemperatur. Goldmabuyen ernähren sich vor allem von Insekten und Spinnen, nehmen von Zeit zu Zeit aber auch Obst zu sich. Die Echsen sind ovovivipar. Die drei bis acht Jungtiere pro Wurf werden noch in einer gallertigen Eihülle geboren, die sie aber schon bald darauf verlassen.

## Unterarten
- Trachylepis aurata aurata (Linnaeus, 1758)
- Trachylepis aurata septemtaeniata (Reuss, 1834)
- Trachylepis aurata transcaucasica (Chernov, 1926)